# 水彩色鉛筆

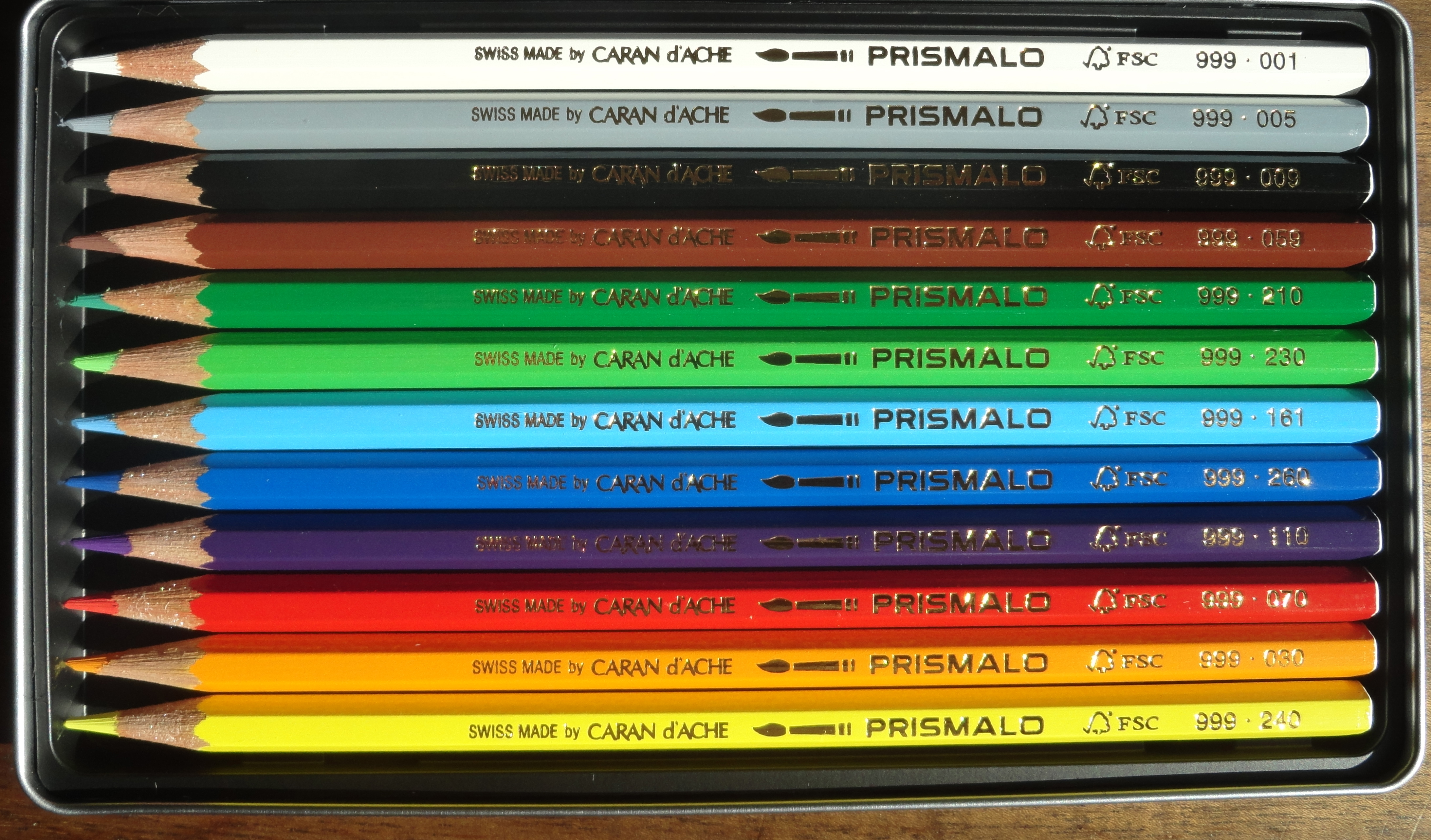
カランダッシュ製の水彩色鉛筆

水彩色鉛筆（すいさいいろえんぴつ、米: water-soluble/watercolor/aquarelle pencil）とは、「親水性の溶媒で練り上げた顔料を細長く固めた芯（鉛筆芯）」を軸（鉛筆軸）で挟んで持ち易くした色鉛筆の一種である。
水溶性色鉛筆、水性色鉛筆とも呼ばれる。
筆跡の水への溶け易さによって硬質・軟質に分類されている。

## 特徴
普通の油性色鉛筆との最大の違いは、乳化剤の添加などによって水溶性の芯が使用されている点にある。
描いたところに水筆などで水を加えると、顔料が水に溶け出し水彩のようなタッチを表現できる。
加える水の量によって、様々な風合いを描き出すことができる。
雨に濡れれば溶け出す性質があるため、野外制作では注意を要する。

## 主なメーカー
- カランダッシュ（スイス）
- ステッドラー、ファーバーカステル、リラ、スタビロ（ドイツ）
- ロイヤルターレンス（オランダ）
- ダーウェント（イギリス）
- 三菱鉛筆、サクラクレパス（日本）